# Маргарита Аделаида Орлеанская
Маргарита Аделаида Орлеанская (фр. Marguerite Adélaïde d'Orléans, пол. Małgorzata Adelajda Orleańska; 16 февраля 1846, Париж — 24 октября 1893, там же) — французская принцесса по рождению, супруга польского князя Владислава Чарторыйского.

## Жизнь

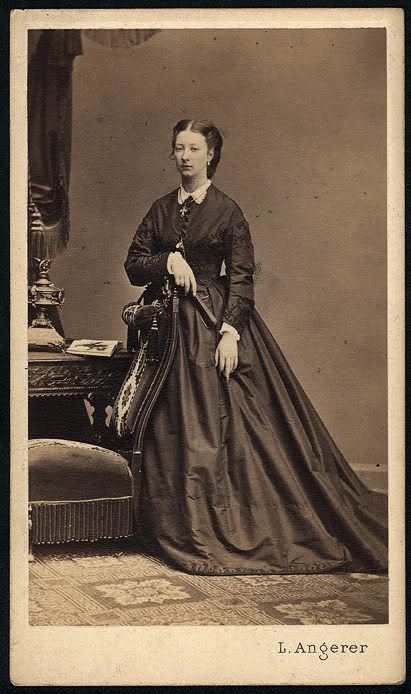
Маргарита Аделаида Орлеанская, ок. 1870 г.

Маргарита Аделаида Орлеанская была третьим ребёнком принца Луи, герцога Немурского (1814—1896) и принцессы Виктории Саксен-Кобург-Готской (1822—1857).
15 января 1872 года в Шантийи Маргарита Аделаида Орлеанская вышла замуж за польского князя Владислава Чарторыйского. У них было два сына:
- Адам Людвик Чарторыйский (1872—1937) — 1-й ординат Сенявы и 2-й ординат Голухува
- Витольд Казимир Чарторыйский (1876—1911), 1-й ординат Голухува